# Армстронг, Колби
Колби Армстронг (англ. Colby Armstrong; 23 ноября 1982, Ллойдминстер, Саскачеван, Канада) — профессиональный канадский хоккеист, игравший на позиции правого нападающего. Чемпион мира по хоккею с шайбой 2007 года (автор победной шайбы в финале). Завершил карьеру игрока после окончания сезона 2013/14.
На драфте НХЛ 2001 года был выбран в 1-м раунде под общим 21-м номером командой «Питтсбург Пингвинз». В 2008 году стал частью сделки по обмену Мариана Госсы, перейдя в «Атланту Трэшерз».

## Статистика
```
                                            --- Regular Season ---  ---- Playoffs ----
Season   Team                        Lge    GP    G    A  Pts  PIM  GP   G   A Pts PIM
--------------------------------------------------------------------------------------
1998-99  Saskatoon Contacts          SMHL   33   21   19   40  103  --  --  --  --  --
1998-99  Red Deer Rebels             WHL     1    0    1    1    0  --  --  --  --  --
1999-00  Red Deer Rebels             WHL    68   13   25   38  122   2   0   1   1  11
2000-01  Red Deer Rebels             WHL    72   36   42   78  156  21   6   6  12  39
2001-02  Red Deer Rebels             WHL    64   27   41   68  115  23   6  10  16  32
2002-03  Wilkes-Barre/Scranton Pen   AHL    73    7   11   18   76   3   0   0   0   4
2003-04  Wilkes-Barre/Scranton Pen   AHL    67   10   17   27   71  24   3   2   5   4
2004-05  Wilkes-Barre/Scranton Pen   AHL    80   18   37   55   89  10   4   2   6  14
2005-06  Wilkes-Barre/Scranton Pen   AHL    31   11   18   29   44  --  --  --  --  --
2005-06  Pittsburgh Penguins         NHL    47   16   24   40   58  --  --  --  --  --
2006-07  Pittsburgh Penguins         NHL    80   12   22   34   67
2007-08  Pittsburgh Penguins         NHL    54    9   15   24   50  --  --  --  --  --
2007-08  Atlanta Thrashers           NHL    18    4    7   11    6  --  --  --  --  --
2008-09  Atlanta Thrashers           NHL    82   22   18   40   75  --  --  --  --  --
2009-10  Atlanta Thrashers           NHL    79   15   14   29   61  --  --  --  --  --
2010-11  Toronto Maple Leafs         NHL    50    8   15   23   38  --  --  --  --  --
2011-12  Toronto Maple Leafs         NHL    29    1    2    3    9  --  --  --  --  --
2012-13  Montreal Canadiens          NHL    37    2    3    5   12   4   0   0   0  15
2013-14  Växjö Lakers HC             SHL    37   12    7   20   26  10   0   1   1  20
--------------------------------------------------------------------------------------
         NHL Totals                        476   89  120  209  376   9   0   1   1  26

```